# Az 1999. júliusi iráni diáktüntetések
Az 1999. júliusi iráni tüntetések (Tir 18-a vagy Kuje Danesgah katasztrófa néven is ismert) (perzsául  فاجعه کوی دانشگاه) az iráni forradalom utáni egyik legvéresebb nyilvános tüntetési időszak volt 1999. július 7. és 13. között.
A tüntetések békés demonstrációként kezdődtek Teheránban július 8-án, hogy a Szalam nevű reformista újság betiltása ellen tüntessenek. A megmozdulásokat követően, a rohamrendőrök rajtaütöttek egy kollégiumon, azon a éjszakán, amikor egy diákot megöltek. A demonstráció hat napig tartott és elterjed az egész országban. Ezalatt három másik ember is meghalt, és több mint kétszázan megsebesültek.
A tüntetések után több mint 70 diák tűnt el. Becslések szerint mintegy 1200-1400 embert vettek őrizetbe.

## Áttekintés
A tiltakozó akciók 1999. július 8-án kezdődtek (a perzsa naptár szerinti Tir 18-án), mikor a teheráni egyetem diákja békés tüntetést tartottak a Szalam nevű reformista újság betiltása ellen. A Szalamot (perzsául  روزنامه سلام) a Harcos Papság Hívei nevű iráni párt működtette, az a reformista párt, amihez Mohamed Hatami akkori iráni elnök is tartozik. A diákok, akik Hatami támogatói közé tartoztak, a lap betiltása ellen küzdöttek, amelyet az elnök ellenfelei rendeltek el.
A demonstráció estéjén mintegy 400 ejtőernyős milicista ereszkedett le egy kollégium épületére, rövid hullámú rádióval és zöld gumibotokkal. az ejtőernyősök valószínűleg az Anszar-e-Hezbollah szervezet és a Baszidzs milícia tagjai voltak. Betörték az ajtókat, a nőket a hajuknál fogva rángatták ki és felgyújtották a szobákat. Szemtanúk szerint legalább egy diák meghalt és 300-an megsebesültek, és ezrek tűntek el másnapra.
Másnap határozottabban kezdődtek a megmozdulások. Teherán egészére és más városokra is kiterjedt. A munkanélküli fiatalok is csatlakoztak a diákokhoz. A Baszidzs tagjai diáknak álcázva magukat csatlakoztak a tüntetésekhez (megborotválták az arcuk, pólót és farmert vettek fel) és téglákkal kirakatüvegeket törtek be, hogy lejárassák a diáktüntetések igazi voltát. A lázadások öt napja alatt Teherán csatatérré változott, és ez volt az iráni forradalom óta a legnagyobb tömegmegmozdulás.
Számos letartóztatás és sérülés volt, név szerint egy ismertté vált áldozat volt, Ezzat Ebrahim Nedzsad. Bár nem hivatalos álláspont szerint 17-en haltak meg a lázongás egy hete alatt. a rendőrség azonos módon járt el itt is, betörtek az egyetemre és brutálisan megverték a diákokat. Négy diák meghalt a lázadás során és sokakat megvertek az őrizetben is.
Más nagyobb iráni városokban is voltak lázadások, úgy mint Tabrizban, Mashadban, Sirázban és Iszfahánban. A tüntetések július 11-én (Tir 20-án) a Tabrizi Egyetemnél folytatódtak.
Az Economist magazin szerint a tüntetések július 13-án csaptak át sokkal súlyosabba, amikor néhány diák a belügyminisztériumot akarta megrohamozni. Hámenei ezt a rendszer alapjai ellen való támadásnak nyilvánította.
Július 14-én Ali Hámenei iráni vezető támogatóinak tízezrei gyűltek össze Teheránban, hogy az Iszlám Propaganda Szervezet nevében tüntessenek.
2006. július 31-én még számos tüntető volt börtönben. egyikük, Akbar Mohammadi, éhségsztrájk következtében halt meg.

## A 2009-es jubileumi tüntetések

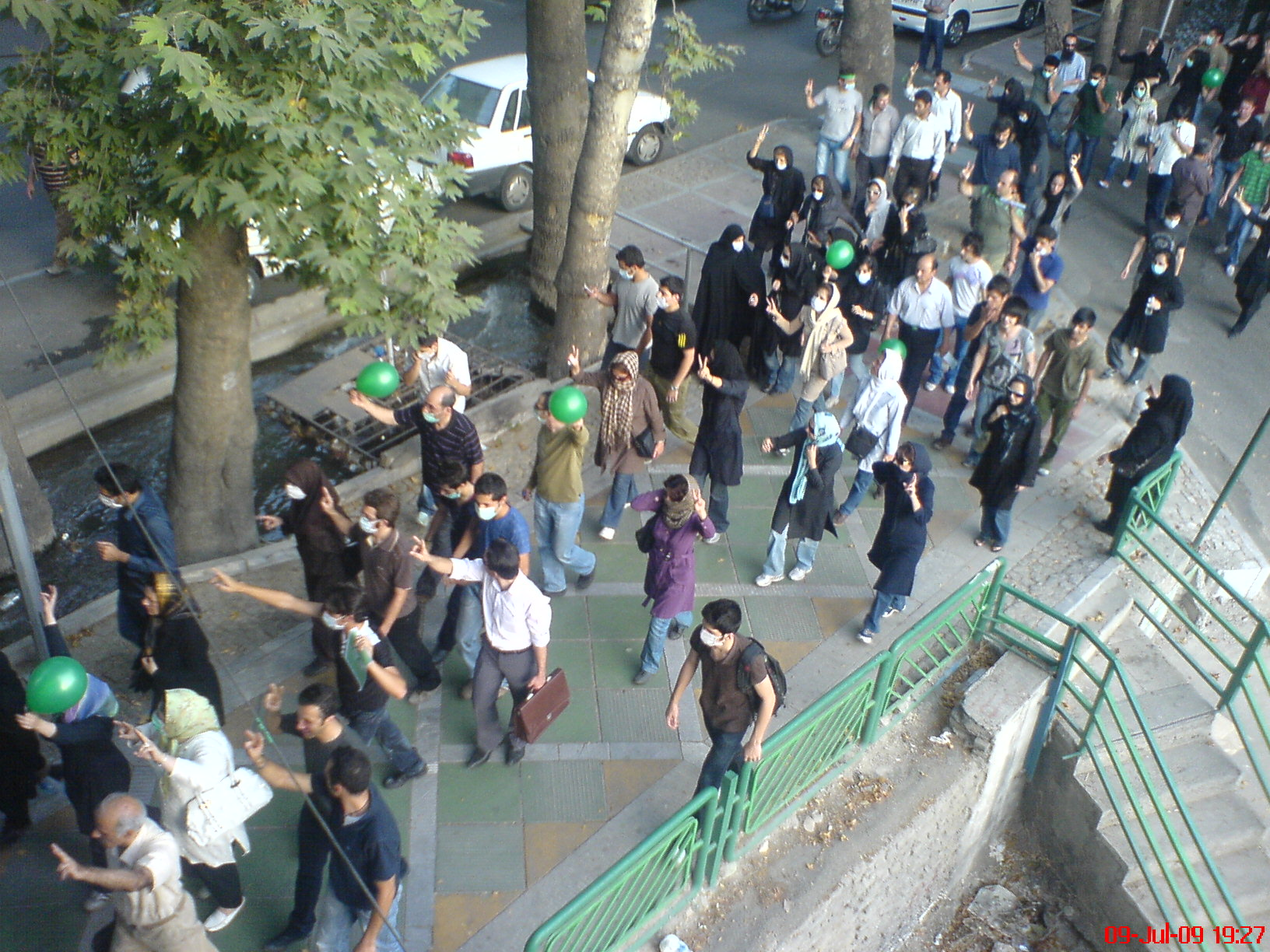
A 2009. július 9-i menet Tir 18-ra emlékezve

2009. július 9-én Irán és a föld több pontján megemlékeztek Tir 18-áról. A Time jelentése szerint ezrek meneteltek Teherán utcáin, hogy a 10 évvel ezelőtti történésekre emlékezzenek és hogy a 2009-es iráni elnökválasztás eredménye ellen is tiltakozzanak.
Az amnesty International jelentése szerint legalább 200 tüntető gyűlt össze az Enghlab sugárút mentén, a Teheráni Egyetem kapui előtt, hogy szembeszálljanak a rendőri és miliciái jelenléttel. A milícia valószínűleg a Baszidzs tagjaiból állt.

## Külső hivatkozások
- BBC News: Iran student protests: Five years on
- Vice President Mohammad Ali Abtahi's diary of July 9, 1999 (in Persian)
- an interview from "Radio International" with Mansoor Hekmat, Iranian communist leader with the title of "Mass movement to overthrow the regime is starting" (in Persian)
- an Interview from "Radio Hambastegi, Sweden" with Mansoor Hekmat, Iranian Communist leader on the Summer of 1999 events in Iran (sound document)
- Issue Paper, IRAN, JULY 1999 DEMONSTRATIONS IN TEHRAN, December 2000